# La notte dell'ultimo giorno
La notte dell'ultimo giorno è un film italiano del 1973 diretto da Adimaro Sala.

## Trama
Il regista Beppe Banti sta iniziando le riprese del suo nuovo film "La fiammata". Ben lontano dalle logiche del cinema commerciale che anzi disprezza apertamente, l'uomo deve fare comunque i conti con produttori cinici ed attori viziati. Alla fine di una scena girata con Sergio Varzi, un grosso nome che la distribuzione ha preteso nel film, Banti tira fuori una pistola e lo fredda davanti a tutta la troupe. Inizia così una caccia all'uomo che si concluderà in un villaggio western alle porte di Roma.

## Curiosità
- Si tratta dell'ultimo film del regista e produttore Adimaro Sala.